# Hermandad de la Amargura (Sevilla)

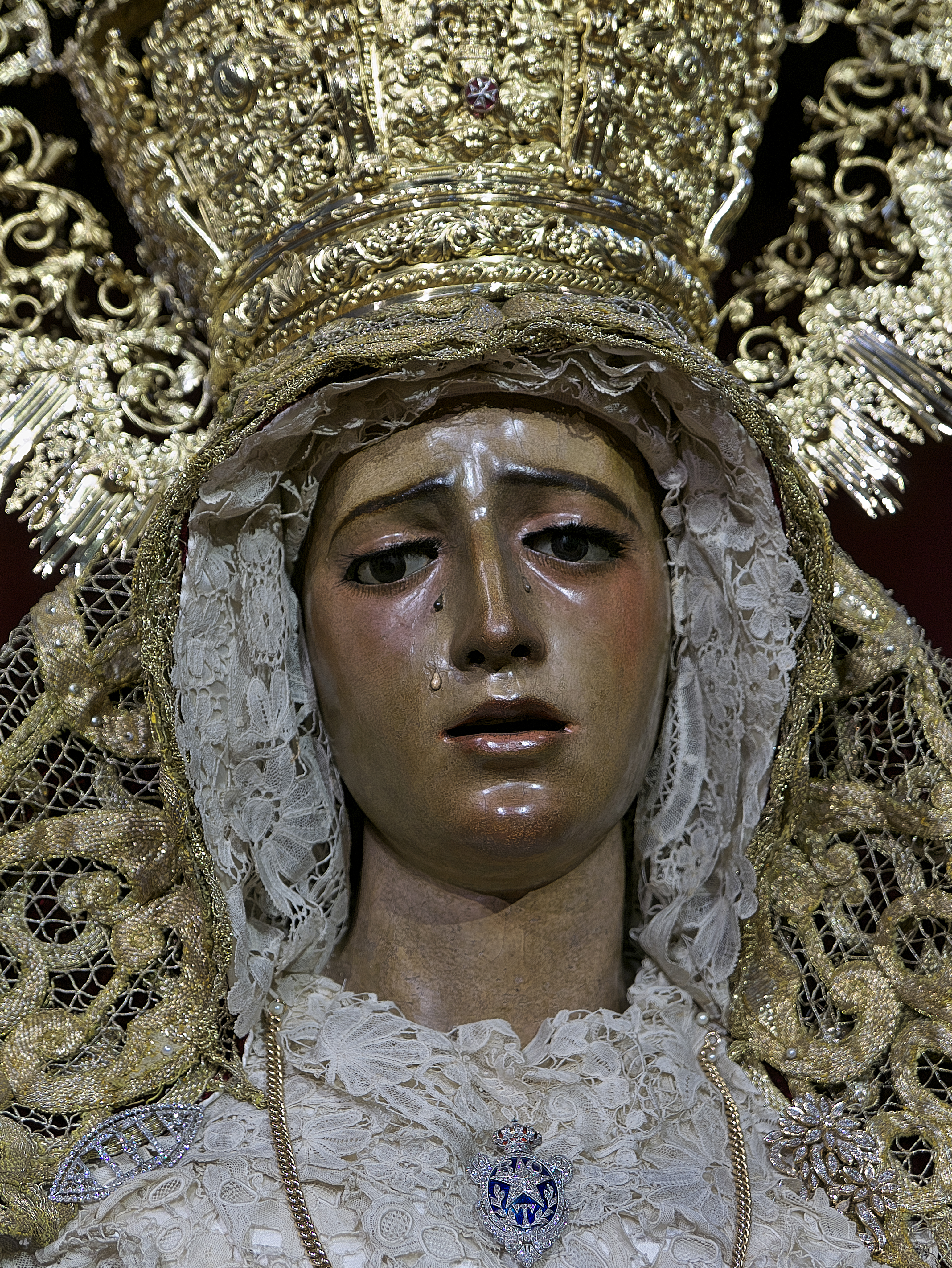
María Santísima de la Amargura.

La Hermandad de la Amargura es una cofradía sacramental de la Semana Santa de Sevilla, Andalucía, España.
Su nombre completo es Pontificia, Real e Ilustre Hermandad Sacramental y Cofradía de Nazarenos de Nuestro Padre Jesús del Silencio en el Desprecio de Herodes, María Santísima de la Amargura Coronada, San Juan Evangelista y Santa Ángela de la Cruz.

## Historia
Fue fundada a finales del siglo XVII como hermandad de penitencia en la parroquia de San Julián. Aprueban sus primeras reglas el 2 de junio de 1696, haciendo su primera estación de penitencia el Domingo de Ramos 12 de abril de 1699.
Cambia de parroquia en 1724 trasladándose a la iglesia de San Juan de la Palma. En 1893 se incendió el paso de palio, pero se pudieron salvar las imágenes, que fueron restauradas por Antonio Susillo.
En 1954 el papa Pío XII concede la coronación canónica a la Virgen, siendo la primera Dolorosa con esta distinción.
En 2004 celebra el 450 aniversario de la fundación de la Hermandad Sacramental de San Juan de la Palma, el centenario de la fusión con la hermandad de penitencia y el 50 aniversario de la coronación canónica de la Virgen de la Amargura.

## Jesús del Silencio en el Desprecio de Herodes
Tanto el Señor del Silencio en el desprecio de Herodes como el Señor atado a la columna de la localidad de La Orotava, en Tenerife, realizado en 1689, y el Nazareno de Santa Isabel de Écija, realizado entre 1699 y 1701, son obra de un discípulo de Pedro Roldán. En el paso en el que procesiona se encuentran también tres soldados romanos, el rey Herodes Antipas y dos hebreos, obras todos ellos de Manuel Gabella según el proyecto de Cayetano González Gómez y realizadas entre 1937 y 1938. En 1940 el mismo escultor añadiría un nuevo hebreo.
El paso de Cristo es de estilo rocalla, dorado e iluminado con candelabros de guardabrisas. La imagen de Jesús del Silencio lleva potencias en oro de ley.

## Virgen de la Amargura
La dolorosa es obra del taller de Pedro Roldán y va acompañada por la imagen de San Juan obra de Benito de Hita y Castillo. El paso de palio tiene orfebrería en plata de ley. El palio y el manto son de terciopelo granate bordados en oro. La Virgen lleva corona en oro de ley y una imagen de la Virgen de los Reyes, de plata. La orfebrería de este palio es muy meritoria, contando con obras de Seco Velasco y Cayetano González. Además, los bordados de Juan Manuel Rodríguez Ojeda aumentan su calidad artística.

## Galería de imágenes

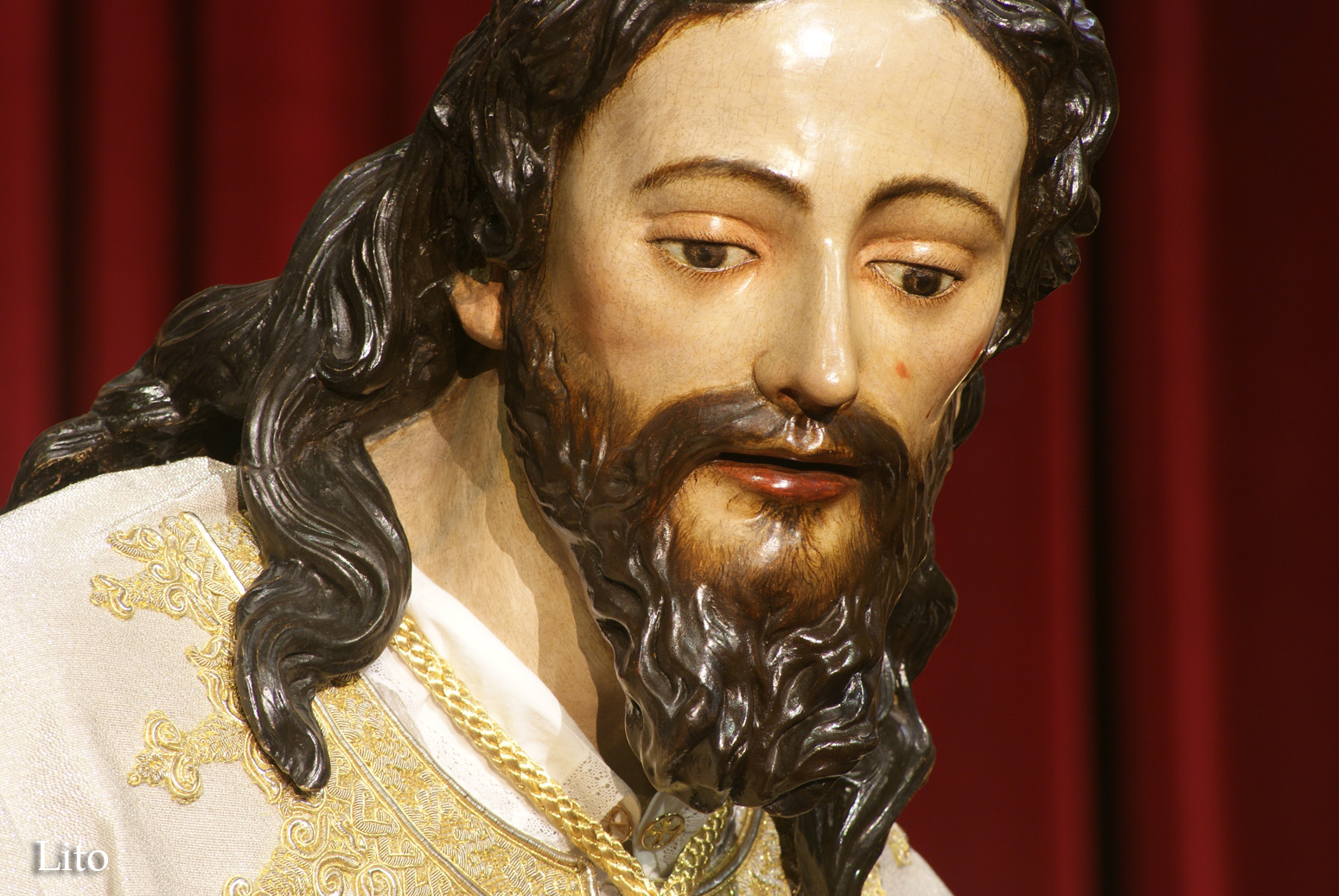
Jesús del Silencio.
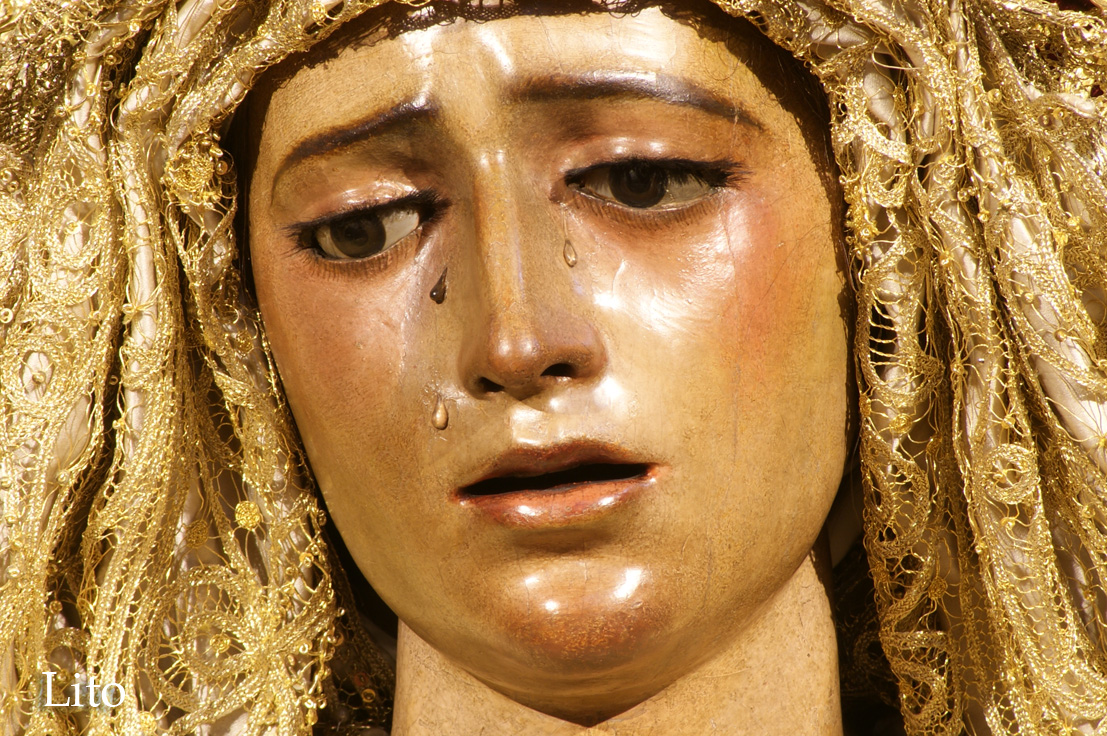
Virgen de la Amargura.
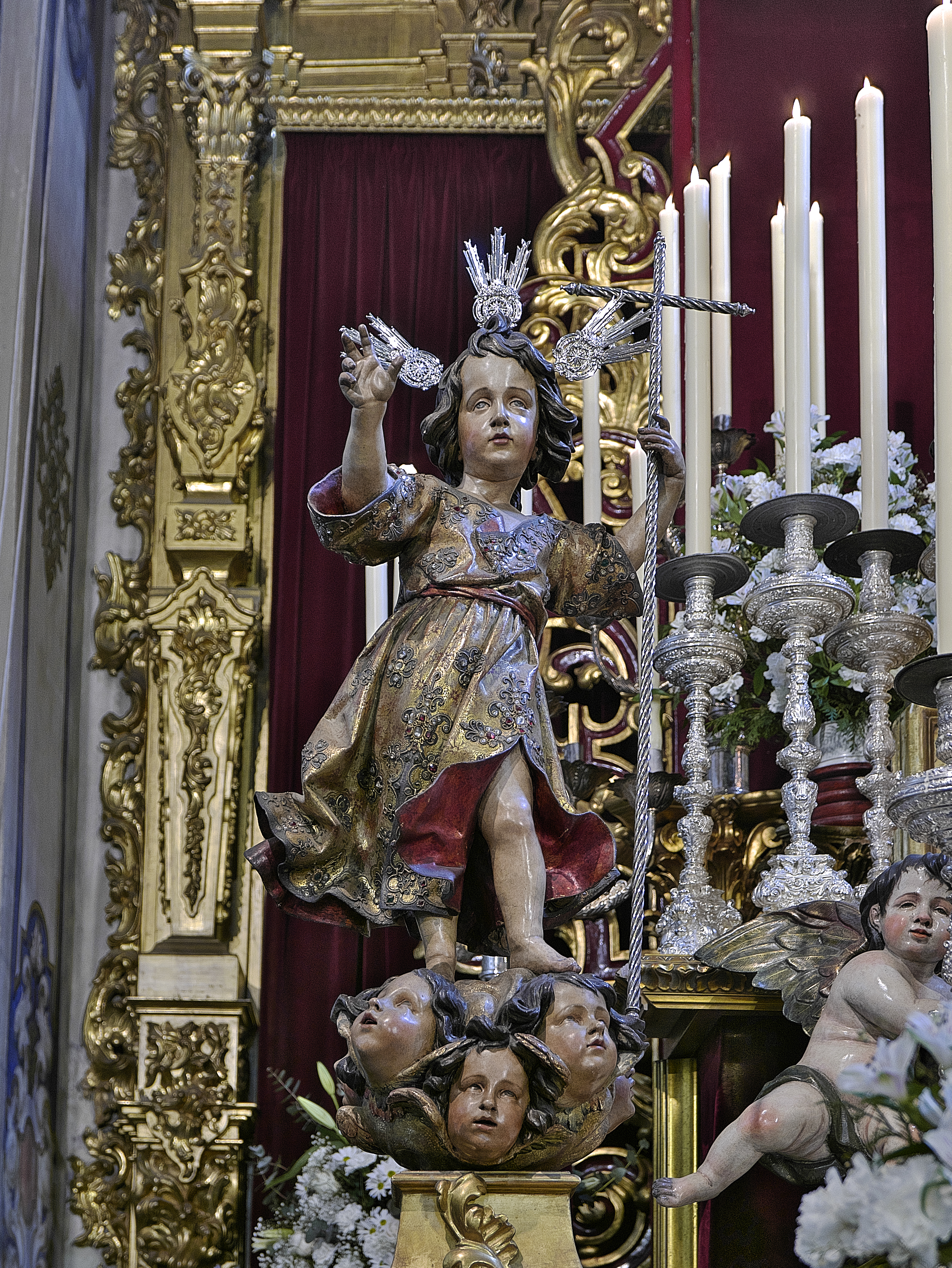
Niño Jesús, Francisco Dionisio de Ribas.

## Sede
La hermandad que dio origen a esta cofradía se funda en la iglesia de San Julián en 1696. En el Domingo de Ramos de 1699 procesionó por primera vez la hermandad de la Amargura saliendo de San Julián. En 1724 se trasladó a la Iglesia de San Juan de la Palma, desde donde salió el Domingo de Ramos de 1725.
|                                      |
| Iglesia de San Julián (1696 - 1724). |

|                                                    |
| Iglesia de San Juan de la Palma (1724 - presente). |

## Túnica y cirios
Procesionan con túnicas de color blanco con cinturón de abacá. En su antifaz, a la altura del pecho, llevan la Cruz de Malta, también llamada Cruz de San Juan, blanca sobre fondo circular rojo.

## Acompañamiento Musical
MISTERIO: Banda de CCTT Santísimo Cristo de las Tres Caídas (Triana)
VIRGEN: Banda de Música Nuestra Señora del Carmen de Salteras

## Paso por la carrera oficial
| Predecesor: San Roque | Orden de entrada en la carrera oficial (Domingo de Ramos) 7º lugar | Sucesor: La Estrella |